# 克吕芒克
克吕芒克（法語：Clumanc，法語發音：[klymɑ̃k]）是法国上普罗旺斯阿尔卑斯省的一个市镇，属于迪涅莱班区。

## 地名
以“-anc”结尾的法语词的末尾字母“c”基本上均不发音，如banc [bɑ̃]、blanc [blɑ̃]、flanc [flɑ̃]、franc [fʁɑ̃]，但该地名“Clumanc”的末尾字母“c”发音，《世界地名翻译大辞典》与《世界地名译名词典》将其误译作“克吕芒”。

## 地理
克吕芒克（44°1'25"N, 6°22'59"E）面积53.68 平方千米，位于法国普罗旺斯-阿尔卑斯-蓝色海岸大区上普罗旺斯阿尔卑斯省，该省份为法国东南部内陆省份，北起上阿尔卑斯省，西接沃克吕兹省，西北接德龙省，南至瓦尔省，东临滨海阿尔卑斯省，东北部与意大利接壤。
与克吕芒克接壤的市镇（或旧市镇、城区）包括：绍东-诺朗特、迪涅莱班、朗布吕斯、莫里耶、圣雅克、圣利翁、塔尔托讷。
克吕芒克的时区为UTC+01:00、UTC+02:00（夏令时）。

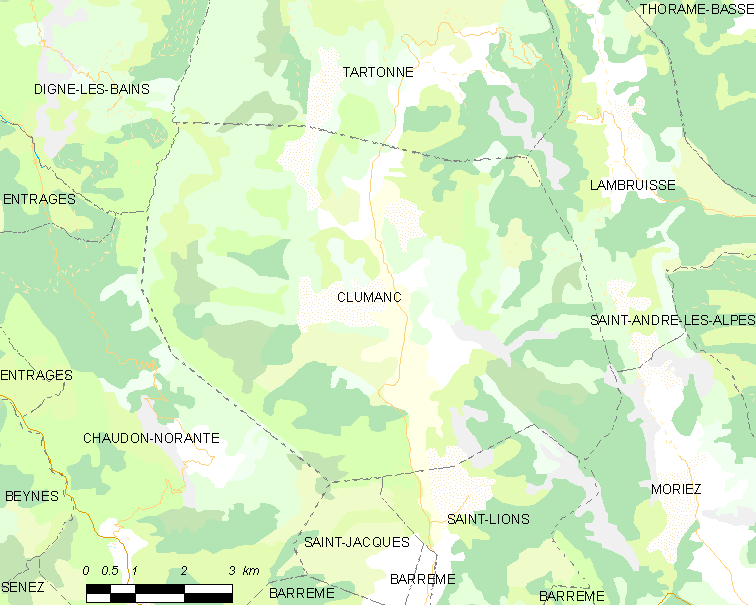
克吕芒克的OSM定位图

## 行政
克吕芒克的邮政编码为04330，INSEE市镇编码为04059。

## 政治
克吕芒克所属的省级选区为里耶兹县。

## 人口

1962-2008年间克吕芒克人口变化图示

克吕芒克于2022年1月1日时的人口数量为221人。